# Corbigny
 Corbigny  es una población y comuna francesa, situada en la región de Borgoña, departamento de Nièvre, en el distrito de Clamecy y cantón de Corbigny.

## Demografía
| 1985 | 2005 | 2253 | 1997 | 1802 | 1709 |
| Para los censos de 1962 a 1999 la población legal corresponde a la población sin duplicidades (Fuente: INSEE [Consultar]) |      |      |      |      |      |